# Golden, Mississippi
Golden är en ort i Tishomingo County i delstaten Mississippi, USA.